# Napometa
Napometa es un género de arañas araneomorfas de la familia Linyphiidae. Se encuentra en la isla Santa Helena. 

## Lista de especies
Según The World Spider Catalog 12.0:
- Napometa sanctaehelenae Benoit, 1977
- Napometa trifididens (O. Pickard-Cambridge, 1873)